# HD 149026
Ogma es una estrella de octava magnitud situada en la constelación de Hércules a 260 años luz de distancia. Es una estrella subgigante de tipo espectral G0 IV similar a nuestro Sol pero más evolucionada y cercana a su transformación en una gigante roja. Esta estrella se conoce por el nombre dado por la IAU en 2015. No se puede observar a simple vista pero puede localizarse con un pequeño telescopio o incluso con binoculares.
Esta estrella está enriquecida en elementos pesados, aproximadamente en un factor dos con respecto al Sol. De hecho esta es la razón por la cual es relativamente brillante. Un grupo de astrónomos en el Consorcio Internacional N2K ha estudiado recientemente esta estrella con gran detalle detectando un planeta extrasolar gigante inusual de nombre Smertrios.

## Smertrios
En junio de 2005 se descubrió un planeta extrasolar orbitando esta estrella. El planeta pasa por delante de la estrella produciendo tránsitos solares con los cuales es posible investigar las propiedades principales de este planeta. Su masa es del orden de la masa de Saturno pero mucho más pequeño. Su órbita es muy corta, dando una vuelta alrededor de la estrella principal en 2,87 días. Su temperatura superficial en la atmósfera es muy elevada, del orden de 2000º Fahrenheit. La gravedad en su superficie puede ser del orden de 10 veces la gravedad terrestre. Los modelos realizados sobre este planeta muestran que posee un núcleo sólido de una masa estimada en unas 70 masas terrestres siendo un planeta del tipo de los planetas gigantes exteriores del sistema solar.